# Méditation de Bonis
Pour les articles homonymes, voir Méditation (homonymie).
La Méditation, op. 33, est une œuvre de la compositrice Mel Bonis, datant de 1898.

## Composition
Mel Bonis compose sa Méditation dans deux versions, l'une pour piano, l'autre pour musique de chambre. L'œuvre, dédiée « à Mme Jeanne Monchablon », a été publiée, dans sa version pour piano, en 1905 par les éditions Alphonse Leduc puis rééditée en 2006 par les éditions Furore. La version pour musique de chambre est écrite pour violoncelle avec accompagnement de piano. Elle est éditée par les éditions Leduc en 1898 puis rééditée par les éditions Armiane en 2000. La compositrice compose cette pièce pendant qu'elle élève les enfants issus de son mariage avec Albert Domange. Ce morceau plein de charme convient aussi bien au salon qu'au  concert.

## Analyse
La Méditation dans sa version pour violoncelle et piano fait partie des pièces de caractère de la compositrice. L'œuvre possède une écriture plus proche des compositeurs de l'avant-garde musicale du tournant du XXe siècle, de Gabriel Fauré et de Claude Debussy.

## Edition actuelle
- Version piano in Mel Bonis, œuvres pour piano, Volume 3- Pièces pittoresques et poétiques B; éd. Furore, 2006
- Version violoncelle et piano, Mel Bonis, Méditation; éd. Armiane, 2000

## Discographie
- L'ange gardien, par Laurent Martin (piano), Ligia Digital LIDI 01033181-07, 2007 (OCLC 884450880)
- Myriam Barbaux-Cohen (piano) et Mel Bonis, Mémoires d'une femme, Ars Produktion, janvier 2022. (EAN 4260052383490)
- Mel Bonis quatuors, par Laurent Martin, piano, Gordan Nicolitch, violon, JeanPhilippe Vasseur, alto, Jean-Marie Trotereau, violoncelle, Voice of Lyrics VOL C 344, 2001 .

## Sources
- Étienne Jardin, Mel Bonis (1858-1937) : parcours d'une compositrice de la Belle Époque, 2020 (ISBN 978-2-330-13313-9 et 2-330-13313-8, OCLC 1153996478, lire en ligne)
- Christine Géliot, Mel Bonis, femme et "compositeur", 2010  (ISBN 978-2-296-09409-3)